# Bibliographie et filmographie sur la guerre d'Espagne
Cette bibliographie et filmographie sur la guerre d'Espagne, non exhaustive, propose une liste d'ouvrages, d'articles, de films documentaires et de films de fiction classés par thème et, à l'intérieur de chaque thème, du plus ancien au plus récent ou par ordre alphabétique selon les cas.

## Répertoires bibliographiques et filmographiques
- (es) Juan García-Durán, La Guerra civil española: fuentes, archivos, bibliografía y filmografía, Crítica, Barcelone, 1985.  (ISBN 978-84-7423-266-0).
- Œuvre mutualiste, Filmographie : Guerre et Révolution Espagnole 1936-1939, CNT-f, Paris, 1re édition 1995, mise à jour septembre 2011 texte intégral
- (es) Carlos José Márquez, Cómo se ha escrito la Guerra Civil española, ediciones Lengua de trapo, 2006.
- BNF, département philosophie, histoire, sciences de l'homme, La guerre d'Espagne : 1936-1939 : Bibliographie, Paris, Bibliothèque nationale de France, mai 2006, 11 p. (lire en ligne).

### Études générales
- Pierre Broué et Émile Temime, La Révolution et la guerre d'Espagne, Paris, Les Éditions de Minuit, coll. « Arguments », janvier 1996 (réimpr. 1979) (1re éd. 1961), 542 p., cartes, couv. ill. ; 22 cm (ISBN 2-7073-0051-9 et 978-2-7073-0051-5, BNF 36993526, présentation en ligne, lire en ligne).
- Hugh Thomas (trad. de l'anglais par Jacque Brousse, Lucien Hess et Christian Bounay), La Guerre d'Espagne : Juillet 1936 - Mars 1939 [« The Spanish Civil War »], Paris, éd. Robert Laffont, coll. « Bouquins », janvier 1997 (réimpr. juin 2009) (1re éd. avril 1961), 1026 p. (ISBN 2-221-08559-0 et 978-2-221-08559-2).
- Burnett Bolloten (trad. de l'anglais par Elisabeth Schneidel-Buchet), La Révolution espagnole : la gauche et la lutte pour le pouvoir [« The Grand Camouflage: The communist conspiracy in the spanish civil »], Paris, éd. Ruedo Ibérico, 1977 (1re éd. 1961), 564 p. (OCLC 3689855).
- Gerald Brenan (trad. de l'anglais par Monique et André Joly), Le Labyrinthe espagnol : Origines sociales et politiques de la guerre civile [« The Spanish labyrinth: an account of the social and political background of the Spanish civil war »], Paris, éd. Champ libre, 1984 (1re éd. 1962), 466 p., cartes ; 25 cm (ISBN 2-85184-146-7 et 978-2-85184-146-9, BNF 34750315).
- Georges-Roux, La Guerre civile d'Espagne, Paris, éd. Fayard, coll. « Les grandes études contemporaines », 1963, 316 p.
- Georges Soria, Guerre et révolution en Espagne. 1936-1939, t. 1 : Genèse, Paris, Livre Club Diderot/éd. Robert Laffont, juillet 1975, 412 p.

- t. 2 : L'affrontement, mars 1976, 383 p.
- t. 3 : Le tournant, octobre 1976, 406 p.
- t. 4 : L'équilibre rompu, mai 1977, 390 p.
- t. 5 : Le dénouement, septembre 1977, 389 p.

- Pierre Broué, La Révolution espagnole, 1931-1939, éd. Flammarion, coll. « Champs » (no 34), 1977, 190 p. (ISBN 978-2-08-081034-2).
- Jean Jour, La Guerre d'Espagne en images : 1936-1939, Paris, éd. Dualpha, coll. « Vérités pour l'histoire », août 2000 (1re éd. 1978, Bruxelles, éd. Libro-Sciences), 143 p., ill., couv. ill. ; 30 cm (ISBN 2-912476-23-2 et 978-2-912476-23-4, BNF 37718431).
- Pierre Vilar, La Guerre d'Espagne : 1936-1939, Paris, Presses universitaires de France, coll. « Que sais-je ? » (no 2338), 2002 (réimpr. 1990 et 1994), 5e éd. (1re éd. 1986), 125 p., cartes ; 18 cm (ISBN 2-13-053112-1 et 978-2-13-053112-8, BNF 38902601).
- Arnaud Imatz (dir.) (préf. Pierre Chaunu), La Guerre d'Espagne revisitée, Paris, éd. Economica, coll. « Histoire », 1993, 2e éd. (1re éd. 1989), 210 p. (ISBN 2-7178-2453-7 et 978-2-7178-2453-7).
- Guy Hermet, La Guerre d'Espagne, Paris, éd. du Seuil, coll. « Points histoire » (no 124), 1989, 339 p., couv. ill. en coul. ; 18 cm (ISBN 2-02-010646-9 et 978-2-02-010646-7, BNF 35009550).
  - Réédition : La Guerre d'Espagne, Paris, éd. du Seuil, coll. « Points histoire » (no 124), 2017 (éd. revue et augmentée) (1re éd. 1989), 352 p. (ISBN 978-2-7578-6645-0 et 2-7578-6645-1).
- Burnett Bolloten (trad. de l'anglais par Étienne Dobenesque, préf. Stanley G. Payne), La Guerre d'Espagne : Révolution et contre-révolution (1934-1939) [« The Spanish Civil War: Revolution and Counterrevolution »], Marseille, éd. Agone, coll. « Mémoires sociales », 2014 (1re éd. 1991), 1280 p. (ISBN 978-2-7489-0214-3 et 2-7489-0214-9).Commentaire : Un ouvrage fondamental pour saisir les conflits dans le camp républicain.
- (en) Warren H. Carroll, Last Crusade : Spain 1936, Christendom Press, 1996, 232 p. (ISBN 0-931888-67-0 et 978-0-931888-67-0).
- (es) Stanley Payne (dir.) et Javier Tusell (dir.), La Guerra civil : Una nueva vision del conflicto que dividio Espana [« La guerre d'Espagne : Une nouvelle vision du conflit qui a divisé l'Espagne »], Madrid, Ediciones Temas De Hoy, mai 1996, 412 p. (ISBN 84-7880-652-0 et 978-84-7880652-2).
- Michel Papy (textes rassemblés et présentés par), Les Espagnols et la guerre civile : actes du colloque, Pau, novembre 1996, Biarritz, Atlantica, 1999, 440 p., couv. ill. ; 21 cm (ISBN 2-84394-131-8 et 978-2-84394-131-3).
- Jean-François Berdah, La démocratie assassinée : la république espagnole et les grandes puissances : 1931-1939, Paris, Berg International, coll. « Écritures de l'histoire », 2000, 451 p. (ISBN 2-911289-25-0, BNF 37719208).
- Jean-Philippe Luis, La Guerre d'Espagne, Toulouse, éd. Milan, coll. « Les essentiels Milan » (no 213), 2002, 63 p., ill., couv. ill. ; 18 cm (ISBN 2-7459-0553-8 et 978-2-7459-0553-6, BNF 38902574).Commentaire : Une synthèse très accessible.
- (es) Ricardo de la Cierva, Historia actualizada de la Segunda República y la Guerra de España, 1931-1939 : con la denuncia de las últimas patrañas, Madrid, ed. Fénix, coll. « Serie Máxima », 2003, 1176 p., ill. ; 25 cm (ISBN 84-88787-43-X et 978-84-88787-43-9, BNF 39085679).
- Bartolomé Bennassar, La Guerre d'Espagne et ses lendemains, Paris, Librairie Académique Perrin, coll. « Pour l'histoire », octobre 2004, 548 p., 24 × 16 cm, ill., couv. ill. (ISBN 2-262-02001-9 et 978-2-262-02001-9, BNF 39258411, présentation en ligne).
  - Réédition : Paris, Librairie Académique Perrin, coll. « Tempus », mai 2006, poche, 550 p.  (ISBN 978-2-262-02503-8)
- François Godicheau, La Guerre d'Espagne : De la démocratie à la dictature, Paris, éd. Gallimard, coll. « Découvertes Gallimard / Histoire » (no 492), septembre 2006, 127 p., ill. en noir et en coul., couv. ill. ; 18 cm (ISBN 2-07-031846-X et 978-2-07-031846-9, BNF 40227387, présentation en ligne).
- Antony Beevor, « Guerre d'Espagne : Vérités et mensonges (entretien) », sur lepoint.fr, Le Point, 28 septembre 2006 (ISSN 0242-6005, consulté le 21 mars 2018).
- Patrick Pépin, Histoires intimes de la guerre d'Espagne : 1936-2006 : la mémoire des vaincus, Paris, éd. Nouveau Monde, 2006, 207 p., couv. ill. en coul. ; 21 cm ; 2 disques compacts (ISBN 2-84736-157-X et 978-2-84736-157-5, BNF 40181743).
- Pilar Martínez-Vasseur (coordonné par), La Guerre civile espagnole (1936-2006) : du réel au légendaire : textes présentés au colloque international sur la Guerre civile espagnole du 20 au 22 mars 2006 / organisé par le CRINI, Centre de recherche sur les identités nationales et l'interculturalité, Nantes, Université de Nantes, 2006, 167 p., ill., couv. ill. ; 24 cm (ISBN 2-916424-04-0 et 978-2-916424-01-9, BNF 40962956).
- Antony Beevor (trad. de l'anglais par Jean-François Sené), La Guerre d'Espagne [« The Spanish Civil War (1982) et The Battle for Spain: The Spanish Civil War 1936–39 (2006) »], Paris, éd. Calmann-Lévy, septembre 2006 (1re éd. Orbis Publishing, 1982 et 2e éd. revue et augmentée Weindenfeld & Nicolson, 2006), 681 p. (ISBN 2-7021-3719-9 et 978-2-70213719-2).Critique : Serge Buj, « Antony Beevor, La Guerre d’Espagne », Cahiers d’histoire. Revue d’histoire critique [En ligne], no 102,‎ 2007 (lire en ligne, consulté le 22 mars 2018).
  - Réédition : La Guerre d'Espagne  (trad. de l'anglais), Paris, Le Livre de poche, coll. « Littérature & Documents », novembre 2008, 893 p. (ISBN 978-2-253-12092-6 et 2-253-12092-8, présentation en ligne).
- (es) Gabriele Ranzato (es), El eclipse de la democracia : La guerra civil española y sus orígenes, 1931-1939, Madrid, Siglo XXI de España Editores, coll. « Historia », octobre 2006, 720 p. (ISBN 84-323-1248-7 et 978-84-323-1248-9, présentation en ligne).
- Stanley Payne (trad. de l'anglais par Gérard Grenet, préf. Arnaud Imatz), La Guerre d'Espagne : L'histoire face à la confusion mémorielle, Paris, éd. du Cerf, coll. « politique », novembre 2010, 615 p. (ISBN 978-2-204-09248-7 et 2-204-09248-7).
- Jean-Pierre Barou, La Guerre d'Espagne ne fait que commencer, Paris, éd. du Seuil, coll. « Documents », janvier 2015, 208 p. (ISBN 978-2-02-117406-9 et 2-02-117406-9).Critique : Antoine Louvard, « Le drapeau mauve de l'Espagne républicaine », sur marianne.net, Marianne, 15 mars 2015 (ISSN 1275-7500, consulté le 19 mars 2018)

### Études sur des aspects spécifiques

#### Anarchistes
- "Incontrôlé" de la Colonne de Fer, Protestation devant les libertaires du présent et du futur sur les capitulations de 1937, Champ libre.
- Gaston Leval, Espagne libertaire - 36-39 : L'œuvre constructive de la Révolution espagnole, Éditions du Monde libertaire, coll. « Bibliothèque anarchiste », 1983 (1re éd. 1971) (lire en ligne).Commentaire : Textes et illustrations disponibles aussi en ligne avec la description des expériences des collectivités en Espagne.
- Antonio Téllez, Sabaté, Guérilla urbaine en Espagne (1945-1960), Toulouse (BP 2062, 31018 Cedex, Éd. Repères-Silena, 1990 (ISBN 978-2-907966-01-6)
- Vernon Richards, Enseignement de la révolution espagnole, Acratie, La Bussière, 1997.  (ISBN 978-2-909899-09-1).Commentaire : Point de vue critique et politique sur le mouvement anarchiste espagnol de l'époque.
- Miguel Amorós (trad. Jaime Semprun), Durruti dans le labyrinthe, Paris, éditions de l'Encyclopédie des Nuisances, 2007, 119 p. (ISBN 978-2-910386-25-2)
- Miguel Amorós, Hommage à la Révolution espagnole : Les Amis de Durruti dans la guerre civile, 1936-1939 [« La Revolución traicionada »]  (trad. de l'espagnol), Villasavary, Éditions de la Roue, 2019, 416 p. (ISBN 978-2-9541154-5-0)
- (es) Miguel Amorós, Maroto, el héroe : una biografía del anarquismo andaluz, Barcelone, Virus Editorial, 2011, 311 p. (ISBN 978-84-92559-31-2)
- (es) Agustín Guillamón, Nacionalistas contra anarquistas en la Cerdaña (1936-1937), Descontrol Editorial, 2018.
- José Peirats (trad. de l'espagnol par Amapola Gracia et Philippe Cazal, préf. Freddy Gomez), Une révolution pour horizon : les anarcho-syndicalistes espagnols, 1869-1939 [« Los anarquistas en la crisis política española »], Paris, Confédération nationale du travail-Région parisienne Libertalia, 2013, 479 p. (ISBN 978-2-918059-20-2)
- Guillaume Goutte, Passeurs d'espoir réseaux de passage du Mouvement libertaire espagnol : 1939-1975, Saint-Georges-d'Oléron (Charente-Maritime, Éd. libertaires, 2013, 271 p. (ISBN 978-2-919568-30-7)
- Michel Froidevaux, Les avatars de l'anarchisme - La révolution et la guerre civile en Catalogne (1936-1939) vues au travers de la presse libertaire, Atelier de création libertaire, 2022, 752 pages,  (ISBN 978-2-35104-172-7), présentation en ligne.

#### Épuration et répression
- Jean-François Berdah, « Épuration et répression politique en Espagne pendant la guerre d’Espagne et la post-guerre (1936-1945) », Amnis [En ligne], no 3,‎ 2003 (DOI 10.4000/amnis.460, lire en ligne, consulté le 12 mars 2018) [PDF].
- (es) Agustín Guillamón, El terror estalinista en Barcelona. 1938, Aldarull/Dskntrl, 2013.
- (es) Agustín Guillamón, La represión contra la CNT y los revolucionarios. Hambre y violencia en la Barcelona revolucionaria. De mayo a septiembre de 1937, Descontrol Editorial, 2015.
- Santiago Macías (es) et Emilio Silva (es) (trad. de l'espagnol par Patrick Pépin), Les Fosses du franquisme, Paris, éd. Calmann-Lévy, coll. « Documents, Actualités, Société », janvier 2006, 310 p. (ISBN 2-7021-3627-3 et 978-2-7021-3627-0, présentation en ligne).
- (es) Ángel David Martín Rubio, Los Mitos de la Represión en la Guerra Civil, ed. Sekotia, coll. « Biblioteca de Historia », septembre 2012, 240 p. (ISBN 978-84-96899-63-6 et 84-96899-63-2, présentation en ligne).
- Paul Preston (trad. de l'anglais par Laurent Bury et Patrick Hersant), Une guerre d'extermination : Espagne, 1936-1945 [« The Spanish Holocaust: Inquisition and Extermination in Twentieth-Century Spain »], Paris, éd. Belin, coll. « Contemporaines », octobre 2016 (1re éd. avril 2012, ed. Harper Press), 912 p. (ISBN 978-2-7011-9621-3 et 2-7011-9621-3, présentation en ligne).

#### Femmes
- Mary Nash, Femmes Libres : Espagne, 1936-1939, La pensée sauvage, 1977.
- Mary Nash, L’action des femmes dans la guerre d’Espagne, in Encyclopédie politique et historique des femmes - Europe, Amérique du Nord, dir. Christine Faure, PUF, 1997.
- Martha A. Ackelsberg, La vie sera mille fois plus belle - Les Mujeres Libres, les anarchistes espagnols et l’émancipation des femmes, éditions Atelier de création libertaire 2010, sur le rôle des femmes libertaires dans la guerre d'Espagne, notice BNF.
- (ca) Tània Balló et Gonzalo Berger, Les Combatents : La Història oblidada de les milicianes antifeixistes, Rosa dels Vents, 2021, 256 p. (ISBN 9788418033070)

#### Interventions et non-interventions étrangères
- Général Walter G. Krivitsky, J'étais un agent de Staline, Champ Libre, Paris, 1979.Commentaire : Récit des exactions et de la stratégie des services secrets soviétiques durant la guerre par un ancien agent passé à l'Ouest.
- Sylvain Roussillon (préf. Pascal Le Pautremat), Les brigades internationales de Franco : les volontaires étrangers du côté national, Versailles, éd. Via Romana, mars 2012, 362 p. (ISBN 979-10-90029-12-5, présentation en ligne).
- Alva Carce, Complot et agression contre la République et le peuple espagnols (1936-1939), Bordeaux, Fidelis Éditions, 2014, 484 p. (ISBN 978-2-911091-11-7 et 2-911091-11-6)
- Gilbert Grellet (préf. Manuel Valls), Un été impardonnable : 1936 : la Guerre d'Espagne et le scandale de la non-intervention, Paris, éd. Albin Michel, février 2016, 277 p. (ISBN 978-2-226-32000-1 et 2-226-32000-8, présentation en ligne).
- Voir également ci-dessous le témoignage de Sygmunt Stein.

#### Français et rôle de la France
- Pierre Renouvin et René Rémond (dir.), Léon Blum, chef de gouvernement. 1936-1937, Presses de la Fondation nationale des sciences politiques, coll. « Références », 1981 [1re éd. 1967]
- Anne-Aurore Inquimbert, Un officier français dans la guerre d'Espagne carrière et écrits d'Henri Morel, 1919-1944, Rennes Vincennes, Presses universitaires de Rennes Service historique de la défense, coll. « Histoire », 2009, 304 p. (ISBN 978-2-7535-0883-5).
- Voir également ci-dessus la section « Interventions et non-interventions étrangères ».
- Pierre-Frédéric Charpentier, Les intellectuels français et la guerre d'Espagne, Le Félin, 2019.

#### Révolution sociale
- Frank Mintz, L'autogestion dans l'Espagne révolutionnaire, Paris, éd. Maspero, coll. « Textes à l'appui », 1976 (éd. revue et augmentée) (1re éd. 1970), 376 p. (ISBN 978-2-7071-0873-9 et 2-7071-0873-1).
- Félix Carrasquer, Les Collectivités d’Aragon Espagne 36-39, 2003.Commentaire : Description des expériences des collectivités en Espagne.
- Carlos Semprún Maura, Révolution et contre-révolution en Catalogne : Socialistes, communistes, anarchistes et syndicalistes contre les collectivisations, Paris, éd. Les Nuits rouges, coll. « Les nuits rouges » (no 14), novembre 2014 (réimpr. 2002) (1re éd. 1974), 334 p., ill., couv. ill. en coul. ; 20 cm (ISBN 978-2-913112-55-1 et 2-913112-55-2, BNF 39016562).
- Tétralogie d'Agustín Guillamón sur la Barcelone révolutionnaire :

1. La revolución de los comités. De julio a diciembre de 1936, Aldarull, 2012.
2. La guerra del pan. De diciembre de 1936 a mayo de 1937, Aldarull/Dskntrl, 2014.
3. Insurrección. Las sangrientas jornadas del 3 al 7 de mayo de 1937, Descontrol Editorial, 2017.
4. La represión contra la CNT y los revolucionarios. De mayo a septiembre de 1937, Descontrol Editorial, 2015.

#### Exil des Républicains
- René Grando, Jacques Queralt et Xavier Febrés (préf. Bartolomé Bennassar), Camps du mépris : des chemins de l'exil à ceux de la résistance, 1939-1945, Perpignan, éd. Trabucaire, coll. « Assaig », octobre 1998 (réimpr. octobre 2009), 4e éd. (1re éd. 1981, éd. du chiendent, sous le titre Vous avez la mémoire courte...), 192 p. (ISBN 2-912966-14-0 et 978-2-91296614-8).
- Eulalio Ferrer (trad. de l'espagnol par Anna Fernandez, préf. Émile Temime), Derrière les Barbelés : Journal des Camps de Concentration en France (1939), Limonest, éd. l'Interdisciplinaire, coll. « Politique(s) », 1993, 232 p. (ISBN 2-907447-18-1 et 978-2-907447-18-8).
- Geneviève Dreyfus-Armand et Émile Temime, Les camps sur la plage, un exil espagnol, Paris, éd. Autrement, coll. « Monde » (no 88), mai 1995 (réimpr. janvier 2008, coll. « Français d'ailleurs, peuple d'ici »), 141 p. (ISBN 2-86260-544-1 et 978-2-86260544-9).
- Geneviève Dreyfus-Armand, L'exil des Républicains en France : de la Guerre civile à la mort de Franco, Paris, éd. Albin Michel, coll. « Essais », mars 1999, 475 p. (ISBN 2-226-10721-5 et 978-2-226-10721-3).
- (ca) Joan Villarroya i Font, Desterrats : L'exili català de 1939, Barcelone, ed. Base, 2002, éd. revue et augmentée (1re éd. 2000, Generalitat de Catalunya), 168 p. (ISBN 978-84-85031-19-1 et 84-85031-19-9).
- (es + fr) Pierre Salou Olivares et Véronique Salou Olivares (préf. Michel Reynaud), Les républicains espagnols dans le Camp de concentration nazi de Mauhausen : Le devoir collectif de survivre, Paris, éd. Tirésias, coll. « Ces oubliés de l'histoire », mai 2005, 912 p. (ISBN 2-915293-27-9 et 978-2-915293-27-2).
- Teresa Ferré (dir.) et Manuel Guerrero (dir.), Agusti Centelles : Le camp de concentration de Bram, 1939, Barcelone, Actar et Arts Santa Mònica, janvier 2009, 127 p. (ISBN 978-84-92861-07-1 et 84-92861-07-X).
- Josep Bartoli (ill. Josep Bartoli, photogr. Georges Bartoli, récit Laurence Garcia), La Retirada : Exode et exil des Républicains d'Espagne, Arles, éd. Actes Sud, coll. « Actes Sud BD », février 2009, 164 p. (ISBN 978-2-7427-8040-2 et 2-7427-8040-8).
- Juan López Carvajal, Mémoires de ma vie : Mémoires d’un ouvrier anarcho-syndicaliste dans l’Espagne du 20e siècle., 1995, 205 p. (ISBN 9782746645301).

#### Autres ouvrages
- Federico Bravo Morata (trad. de l'espagnol par Jean Barraud), Madrid pendant la Guerre civile : 32 mois de siège [« La Batalla de Madrid. La guerra de España »], Paris, Hachette littérature, 1973 (1re éd. 1966, Ed. Fenicia), 221 p.
- Herbert R. Southworth (trad. de l'anglais), La Destruction de Guernica : Journalisme, diplomatie, propagande et histoire, Paris, éd. Ruedo Ibérico, 1975, XXIV + 535Critique : Michel Garcia, « Compte-rendu », Bulletin hispanique, nos 78-1-2,‎ 1976, p. 157-161 (ISSN 0007-4640, lire en ligne, consulté le 22 mars 2018).
- Bartolomé Bennassar, Franco, Paris, Librairie Académique Perrin, coll. « Histoire », mars 1995, 408 p., 23 × 14 cm (ISBN 978-2-262-01025-6).
  - Réédition : Paris, Librairie Académique Perrin, coll. « Tempus », septembre 2002, poche, 410 p.  (ISBN 978-2-262-01895-5).
- Jean Barrot, Contre-révolution en Espagne : 1936-1939 (articles parus dans la revue Bilan), Paris, 10/18 (no 1311), décembre 1998, 438 p. (ISBN 2-264-00212-3 et 978-2-26400212-9, lire en ligne).
- Jérémie Berthuin, La CGT-SR et la révolution espagnole : De l’espoir à la désillusion - juillet 1936-décembre 1937, Paris, éd. CNT-RP, janvier 2000, 198 p. (ISBN 2-9504948-7-0 et 978-2-95049487-0, lire en ligne).Commentaire : Problèmes et critiques politiques, notamment de la non-intervention française.
- Cédric Dupont, Ils ont osé ! : Espagne, 1936-1939 : chroniques, témoignages, reportages de l'époque, Paris, Éd. du Monde libertaire, octobre 2002, 404 p. (ISBN 2-903013-83-7 et 978-2-90301383-7, ISSN 0184-1513).
- (es) Enrique Sacanell et Ruiz de Apodaca., El general Sanjurjo, héroe y víctima : el militar que pudo evitar la dictadura franquista, Madrid, La Esfera de los Libros, 2004, 279 p. (ISBN 978-84-9734-205-6, OCLC 60499539).
- Gordon Thomas & Max Morgan-Witts, Les dernières heures de Guernica (traduit de l'anglais), Nouveau Monde, 2007.
- (es) Enrique Sacanell, 1936 : la conspiración, Madrid, Síntesis, 2008, 192 p. (ISBN 978-84-9756-615-5).

### Témoignages et sources

#### Témoignages écrits ou publiés durant la guerre
- "Incontrôlé" de la Colonne de Fer, Protestation devant les libertaires du présent et du futur sur les capitulations de 1937, Champ libre.
- Pierre Dumas, Viva la muerte : Le drame espagnol, Tarbes/Bordeaux, éd. Pyrénéennes/Messageries Hachette, 1936, 102 p..
- Antoine de Saint-Exupéry, « Écrits de circonstances : L'Espagne ensanglantée » in l'Intransigeant, août 1936 et « Madrid » in Paris Soir, juillet 1937.
- (en) Mary Low et Juan Breá, Red Spanish notebook : The First Six Months of the Revolution and the Civil War, Londres, Martin Secker and Warburg Ltd, 1937, 256 p. (présentation en ligne, lire en ligne).Commentaire : Un témoignage de deux artistes surréalistes engagés dans le POUM.
  - Édition en français : Mary Low et Juan Breá (trad. de l'anglais par Guy Flandre), Carnets de la guerre d'Espagne [« Red Spanish notebook »], Paris, éd. Verticales, mai 1997 (1re éd. 1937, Martin Secker and Warburg Ltd), 288 p. (ISBN 2-84335-071-9 et 978-2-84335-071-9, présentation en ligne).
- Franz Borkenau (trad. de l'anglais par Michel Pétris), Spanish Cockpit : Rapport sur les conflits sociaux et politiques en Espagne (1936-1937) [« The Spanish Cockpit: An Eye-Witness Account of the Political and Social Conflicts of the Spanish Civil War »], Paris, éd. Ivrea, mars 2003 (1re éd. 1937 et en français 1979), 283 p., 25 cm (ISBN 2-85184-108-4 et 978-2-85184-108-7, BNF 36599276, présentation en ligne).
- (es) José Gabriel, España en la cruz. Viaje a la guerra española, Santiago du Chili, Ercilla, 1937, 343 p.
- (es) José Gabriel, La vida y la muerte en Aragón. Lucha y construcción revolucionaria en España, Buenos Aires, Imán, 1938, 192 p. (rééd. aux éditions Sariñena, 2018  (ISBN 978-8494299599)).
- Hanns-Erich Kaminski, Ceux de Barcelone, 1937. Éditions Allia, 1986.Commentaire : Kaminski se trouvait à Barcelone, aux côtés des anarchistes, pendant les mois décisifs de la Révolution espagnole.
- Joaquin Maurin, Révolution et contre-révolution en Espagne, éditions Rieder, 1937 Préface de Victor Serge.
- Arthur Koestler (trad. de l'anglais par Denis Van Moppès), Un testament espagnol [« Spanish testament »], Paris, éd. Albin Michel, octobre 1986 (1re éd. 1937, Left Book Club Editions), 254 p. (ISBN 2-226-02783-1 et 978-2-22602783-2).Commentaire : Récit de la prise de Malaga et de son emprisonnement à Séville.
- George Orwell, Hommage à la Catalogne, 1938. Éditions Champ Libre, 1982.Commentaire : Récit de sa participation à la Guerre d'Espagne dans les rangs du POUM. Deux appendices descriptifs des évènements politiques durant la guerre.
- Felix Morrow (en) (trad. de l'anglais par Denise Avenas), Révolution et contre-révolution en Espagne : 1936-1938 [« Revolution and counter-revolution in Spain »], Paris, éd. La Brèche, 1978 (1re éd. 1938, New York, Pioneer Publishers), 248 p., couv. ill. ; 22 cm (ISBN 2-902524-01-3 et 978-2-902524-01-3, BNF 34596041, lire en ligne).
- Georges Bernanos, Les Grands Cimetières sous la lune, Paris, Librairie Plon, 1938, 361 p. (BNF 213482838, lire en ligne).Commentaire : Traité polémique dénonçant la violence de la répression en Espagne.
- Katia Landau (préf. Alfred Rosmer), Le Stalinisme en Espagne : Témoignages de Militants Révolutionnaires sauvés des prisons staliniennes, Paris, éd. Spartacus, coll. « Cahiers mensuels » (no 11), 1938, 48 p..
- Pierre Dumas (préf. Raymond-Laurent), Euzkadi. Les basques devant la guerre d'Espagne, Paris, éd. de l'Aube, 1938, 273 p..
- Sygmunt Stein (trad. du yiddish par Marina Alexeeva-Antipov, postface Jean-Jacques Marie), Ma guerre d'Espagne : Brigades internationales : la fin d'un mythe, Paris, éd. Seuil, coll. « Biographie », mai 2012 (1re éd. 1956 en feuilleton et 1961 en livre), 265 p. (ISBN 978-2-02-103932-0 et 2-02-103932-3, présentation en ligne).L'ouvrage a été écrit en 1938.Critique : Christian Beuvain, Edouard Sill, Georges Ubbiali (avec la collaboration de Rémi Skoutelsky), « compte rendu », sur dissidences.hypotheses.org, Dissidences : le blog, 25 mai 2013 (consulté le 15 mars 2018).
- Robert Brasillach et Maurice Bardèche, Histoire de la Guerre d'Espagne, Paris, éd. Godefroy de Bouillon, janvier 1995 (1re éd. juin 1939, Plon, réédité en 1969), 430 p. (ISBN 2-84191-010-5 et 978-2-84191010-6).Commentaire : C'est à la suite du début du conflit (auquel Brasillach avait assisté) qu'ils se revendiquèrent ouvertement du fascisme.
- Ksawery Pruszyński (en), Espagne rouge. Scènes de la guerre civile, 1936)1937, Buchet-Chastel, 2020.
- Jean-Richard Bloch, Espagne, Espagne !, Paris, Éditions Sociales Internationales, 1936, 263 p. (rééd. 2014 chez Aden Belgique  (ISBN 978-2805920578))

#### Témoignages plus récents
- Simone Weil, « Journal d’Espagne » et « Non-intervention généralisée » in Écrits historiques et politiques, Coll. Espoir, Paris, Gallimard, 1960.
- Víctor Alba, Histoire du POUM, éditions Champ Libre, 1975.
- Pablo Neruda, « J'avoue que j'ai vécu » dans L'Espagne au cœur, Denoël, 1978,  (ISBN 978-2-07-037822-7).
- Henry Chazé, Chronique de la Révolution espagnole, Union communiste (1933-1939), éditions Spartacus, Paris, 1979.
- (en) Ronald Fraser, Blood of Spain, trad. espagnole Recuerdalo tu y recuerdalo a otros, 1979.Commentaire : Témoignages de combattants, de militants ou de victimes inconnus de la guerre civile.
- Protestation devant les libertaires du présent et du futur sur les capitulations de 1937 par un « Incontrôlé » de la Colonne de fer, traduit de l'espagnol par Guy Debord et Alice Becker-Ho, édition bilingue, Champ Libre, 1979. [lire en ligne]
- Léo Palacio, 1936 : La Maldonne espagnole ou la guerre d'Espagne comme répétition générale du deuxième conflit mondial, préface d'André Fontaine, Éditions Privat, 1986
- Marcelino Ferrer (en collaboration avec Michel Valière, ethnologue et Sylvie Coindeau), Camino : itinéraire d'un réfugié politique républicain espagnol, Limoges, CIPA, 1994. diffusion ARPE.Commentaire : Ce témoignage est celui d'un ouvrier barcelonais déplacé jusqu'à la frontière française et enfermé dans un camp à Argelès.
- Nestor Romero, Los Incontrolados, chronique de la Columna de hierro, éditions Acratie, 1997,  (ISBN 978-2-909899-08-4).Commentaire : L'histoire de la Colonne de fer retracée au moyen d’interviews de certains survivants et de nombreux documents publiés à l’époque.
- Abel Paz (trad. de l'espagnol par Oscar Borillo), Barcelone 1936 : Un adolescent au cœur de la révolution, Paris, éd. La Digitale, mars 2001, 250 p. (ISBN 2-903383-66-9 et 978-2-903383-66-4).Commentaire : Récit autobiographique d'un anarchiste dans Barcelone et les collectivités catalanes, et points de vue critique sur les collaborations et le mouvement anarchiste espagnol de l'époque.
- Abel Paz, Chronique passionnée de la Colonne de Fer, Paris, Nautilus, 2002.
- Christine Diger, Un automne pour Madrid. Histoire de Théo combattant de la liberté, Éditions Atlantica, 2005
- César Covo, La guerre, camarade !, Éditions Atlantica, Biarritz, août 2005, 254 p.  (ISBN 978-2843948299).
- Antoine Gimenez & Les Giménologues, Les Fils de la Nuit - Souvenirs de la guerre d'Espagne, éditions L'Insomniaque & Les Giménologues 2006. [lire en ligne]
- Roberto Buería Julían, Le choc des deux Espagnes, Éditions Hugues de Chivré, 2007
- Joan Sans Sicart, Commissaire de choc - L’engagement d’un jeune militant anarchiste dans la Guerre civile espagnole, éditions Atelier de création libertaire 2007.
- Eduardo de Guzmán, La Mort de l'Espoir, éditions No Pasaran, 2008.Commentaire : Témoignage des premiers et derniers jours de la Guerre Civile Espagnole à Madrid jusqu'aux quais du port d’Alicante et sa fin.
- (de) Ludwig Renn, Der spanische Krieg, Berlin, Aufbau, 1956, 386 p..

### Articles
- Jean-François Berdah, « L'Allemagne et le Royaume-Uni face à la question espagnole : reconnaissance de facto ou reconnaissance de jure ? (1936-1939) », Mélanges de la Casa de Velázquez, Madrid, t. XXIX (3) (époque contemporaine),‎ 1993, p. 203-241 (DOI 10.3406/casa.1993.2672, lire en ligne, consulté le 14 mars 2018).

### Romans
- Max Aub, Le labyrinthe magique.Série de six romans sur la Guerre civile.
- Arturo Barea (trad. de l'espagnol par Paul Verdevoye), La forge, Gallimard, 1948, 296 p. (OCLC 895535868).
- André Malraux, L'espoir, Paris, Gallimard, 1996 (ISBN 978-2-07-039432-6).Commentaire : La résistance, les milices populaires et la bataille de Madrid du côté républicain. Malraux fut l'organisateur, le coordinateur technique et le chef de l'escadrille España, rattachée à l'aviation populaire espagnole au début de la guerre civile.
- Ernest Hemingway, Pour qui sonne le glas, Paris, France loisirs, 1999 (ISBN 978-2-7441-2561-4).
- Jean Vautrin et Dan Franck (Un volume des aventures de Boro), Les noces de Guernica, Paris, Fayard, 1994 (ISBN 978-2-213-59256-5)
- René Grando, Les babouins du zoo de Barcelone : roman, Perpignan France, Trabucaire, 1994 (ISBN 978-2-905828-50-7).
- Javier Cercas, Les soldats de Salamine : roman, Arles, Actes Sud, 2002 (ISBN 978-2-7427-3935-6).
- Enki Bilal et Pierre Christin, Les Phalanges de l'Ordre noir, Neuilly-sur-Seine France Montréal, Dargaud Dargaud Canada, 1979 (ISBN 978-2-205-01569-0).
- Juan Manuel Florensa, Les mille et un jours des Cuevas : roman, Paris, Albin Michel, 2011, 578 p. (ISBN 978-2-226-21516-1).
- Lydie Salvayre, Pas pleurer : roman, Paris, Points, 2016, 220 p. (ISBN 978-2-757-86236-0).

## Filmographie

### Documentaires
- Terre d'Espagne (The Spanish Earth) de Joris Ivens, 1937.
- Victoire de la vie, d'Henri Cartier-Bresson, produit par la centrale sanitaire internationale, 47 min, noir et blanc, 1937 (voir en ligne).
Film sur l'entraide médicale au service de l'Espagne républicaine assaillie par les troupes du Général Franco.
Réédition en coffret : MK2 Éditions, 2006.
- L'Espagne vivra d'Henri Cartier-Bresson, produit par le Secours populaire de France et des Colonies, 43 min, noir et blanc, 1938 (voir en ligne).
Second documentaire d'Henri Cartier-Bresson sur la Guerre d'Espagne.
Réédition en coffret : MK2 Éditions, 2006.
- Mourir à Madrid de Frédéric Rossif, produit par Nicole Stéphane, 1963.
  - Philippe Glesener, « Transcription du film Mourir à Madrid »(Archive.org • Wikiwix • Archive.is • Google • Que faire ?), sur mediatheque.territoires-memoire.be, Médiathèque des Territoires de la Mémoire, Liège.
- Spanien! (Espagne !) de Peter Nestler, 1973.
- Caudillo (es) de Basilio Martín Patino, 1974.
- Unversöhnliche Erinnerungen de Klaus Volkenborn, Johann Feindt (de) et Karl Siebig, 1979.
- Un 14 juillet 1939 d'Irène Tenèze, produit par son auteur avec Les Films d'ici, 1983-1985.
- 18 juillet 1936 - La guerre d'Espagne, prélude à la tragédie de Jean-Claude Dassier et Gilles Delannoy, 1986.
- Un autre futur (en 2 volumes vidéo) : « L'Espagne rouge et noir » (1990) et « Contre vents et marées » (1995) de Richard Prost, Les films du village (voir en ligne).
- Journal de Rivesaltes 1941-1942 de Jacqueline Veuve, 1997.
- Vivre l'utopie (es) (Vivir la utopía) de Juan Gamero, 1997.
- La Suisse et la guerre d'Espagne 1936-1939 La solidarité de Daniel Künzi, 2002.
- No pasarán, album souvenir d'Henri-François Imbert, 2003.
- J'en garde la trace, (la Bataille de l'Ebre), de Neus Viala, en version française et en version catalane DVCAM, existe en DVD et VHS., production et diffusion : Cultures et Communication, novembre 2004.
- Espagne 1936-1939 la guerre civile (Spagna 1936-1939 la guerra civile) de Leonardo Tiberi, 2004.
- Franco et la guerre civile en Espagne, Production Sagrada TV, Arte, Espagne 2005.
- Les tombes perdues des Brigades internationales, documentaire télévisé par l'historien militaire canadien Norm Christie, Breakthrought Films & The History Channel, 2007.
- Le Mur des Oubliés de Joseph Gordillo, 2008.
- La Valise mexicaine (La maleta mexicana) de Trisha Ziff (es), 2011.
- 30 ans dans les ténèbres (30 años de oscuridad) de Manuel Hidalgo Martín, au sujet d'un homme s'étant caché durant des années, 2012.
- Diego (vidéo) : documentaire/interview d'un militant anarchiste (Abel Paz) ayant vécu l'insurrection révolutionnaire espagnole.
- La Tragédie des Brigades Internationales de Patrick Rotman, 2015.
- 10 jours dans la guerre d'Espagne de Patrick Jeudy, 2016.

### Œuvres de fiction
- Blocus (Blockade) de William Dieterle, 1938.
- Espoir, sierra de Teruel d'André Malraux, 1938-1939 (sorti en France en 1945).
- Pour qui sonne le glas de Sam Wood, 1943 (d'après le roman d'Ernest Hemingway).
- Fünf Patronenhülsen (de) de Frank Beyer, 1960.
- La fête espagnole de Jean-Jacques Vierne, 1961.
- En el balcón vacío (es) de Jomi García Ascot, 1961.
- Le mur de Serge Roullet, 1967 (d'après la pièce de Jean-Paul Sartre).
- L'arbre de Guernica de Fernando Arrabal, 1975.
- Dragon Rapide de Jaime Camino, 1986.
- ¡Ay, Carmela! de Carlos Saura, 1990.
- Land and Freedom de Ken Loach, 1995.
- Libertarias [« Femmes libertaires »] de Vicente Aranda, 1995.
- Fiesta de Pierre Boutron, 1995.
- La Langue des papillons (La lengua de las mariposas) de José Luis Cuerda, 1999 (d'après le roman de Manuel Rivas Qué me quieres amor?).
- L'Échine du Diable de Guillermo del Toro, 2001.
- Soldados de Salamina de David Trueba, 2002.
- Le Labyrinthe de Pan de Guillermo del Toro, 2006.
- Las 13 rosas d'Emilio Martínez-Lázaro, 2007.
- La buena nueva (es) d'Helena Taberna, 2008.
- La femme de l'anarchiste (The Anarchist's Wife) de Marie Noelle et Peter Sehr, 2008.
- Balada triste d'Álex de la Iglesia, 2010.
- Ispansi de Carlos Iglesias (es), 2010.